# Zosterop de Biak
El zosterop de Biak (Zosterops mysorensis) és un ocell de la família dels zosteròpids (Zosteropidae).

## Hàbitat i distribució
Habita boscos i vegetació secundària de l'illa de Biak, prop del nord-oest de Nova Guinea.